# Jamal Lamiri Alaoui
Jamal Lamiri Alaoui est un architecte marocain, né le 15 mai 1954 à Rabat.
Avec ses partenaires Edward Stone and Associates, Kohn Pedersen Fox, Architecture-Studio, il collabore sur de nombreux projets à des réalisations effectuées dans son pays et dans le monde, comme celles qu'il réalisa pour le compte du Sheikh Zayed Private Department aux Émirats arabes unis et en Angleterre.
Influencé par Franck Lloyd Wright, avec un style où l’on retrouve toujours des espaces ouverts et lumineux mais aussi par la tradition architecturale marocaine et ses concepts traditionnels.[réf. nécessaire]
JLA Studio a été fondé en 1985 par Jamal Lamiri Alaoui, avec l'opportunité de développer l'aménagement d'un nouveau resort à Agadir au Maroc. Ce projet a initié une spécialisation dans le développement de complexes touristiques et résidentiels qui s'est transformé par la suite en une expertise dans le domaine. Le cabinet s'est ensuite vu confier le développement de projets d'envergure similaire au Maroc et à l’international comme celui de Mazagan au Maroc ou Al Rayyana à Abou Dabi mais aussi Beechwood House au Royaume-Uni, avec parfois des collaborations avec des cabinets comme Architecture-Studio ou Edward Stone & Associates, ou le maître d'art Pietro Seminelli et de réaliser avec Emirates Land Group les ensembles résidentiels de Al Bahar Villas, Al Shamkha Villas à Abou Dabi aux Émirats arabes unis.

## Biographie
Après son baccalauréat, Jamal Lamiri Alaoui quitte Rabat afin d’entreprendre des études à l'École nationale supérieure d'architecture et de paysage de Bordeaux. Il obtint son diplôme d’architecture en 1983. 
Dès son retour au Maroc, il effectua son service civil dans la délégation de l’Urbanisme de Rabat-Salé où il entreprit le recasement du premier bidonville à Salé sur une parcelle 120 ha, selon le programme initié par l'État marocain « Villes sans bidonvilles ».
1985 marque l’ouverture de JLA STUDIO. Il entreprend un projet d’étude du 1er resort au Maroc à Agadir, sur un terrain de 200 Ha pour le compte d’un groupe américain, Buch Company. Ce projet fut présenté au roi Hassan II au palais d’Ifrane, sous la désignation du Domaine du Palace. Le projet fut suivi par le développement de projets comme ceux de Amelkis, Cabo Negro et Bouznika Bay, au cœur d’un golf de 9 trous, en bord de mer, à une demi-heure de Casablanca et Rabat, abritant des villas et des appartements de haut standing.
Suivirent le Bahia Golf Beach, Atalyoun Golf Resort à Nador, la nouvelle station balnéaire de Mazagan, le Casa Green Town à Bouskoura Casablanca, l'Orangeraie du Souissi, dernier né du Groupe Cara Developpment.
Lors d’un concours pour Exposition universelle de 2000 en Allemagne, il reçoit le 1er prix pour la réalisation du pavillon du Maroc ainsi qu’en 2005, lors de l'Exposition spécialisée de 2005 à Aichi au Japon à l’issue de laquelle le Maroc reçu le « prix de la Sagesse de la Nature ».
En 1999, une rencontre avec le Sheikh Zayed Private Department lui permet de se consacrer à la réalisation de Palais et de résidences privées aux Émirats arabes unis et dans le monde.
Jamal Lamiri Alaoui dirige ses cabinets de design architectural de Abu Dhabi JLA International Engineering et de Rabat JLA Studio, JLA Creative, sous la dénomination de « JLA GROUP », une holding qui rassemble une centaine de collaborateurs, architectes, ingénieurs et spécialistes divers.

## Réalisations

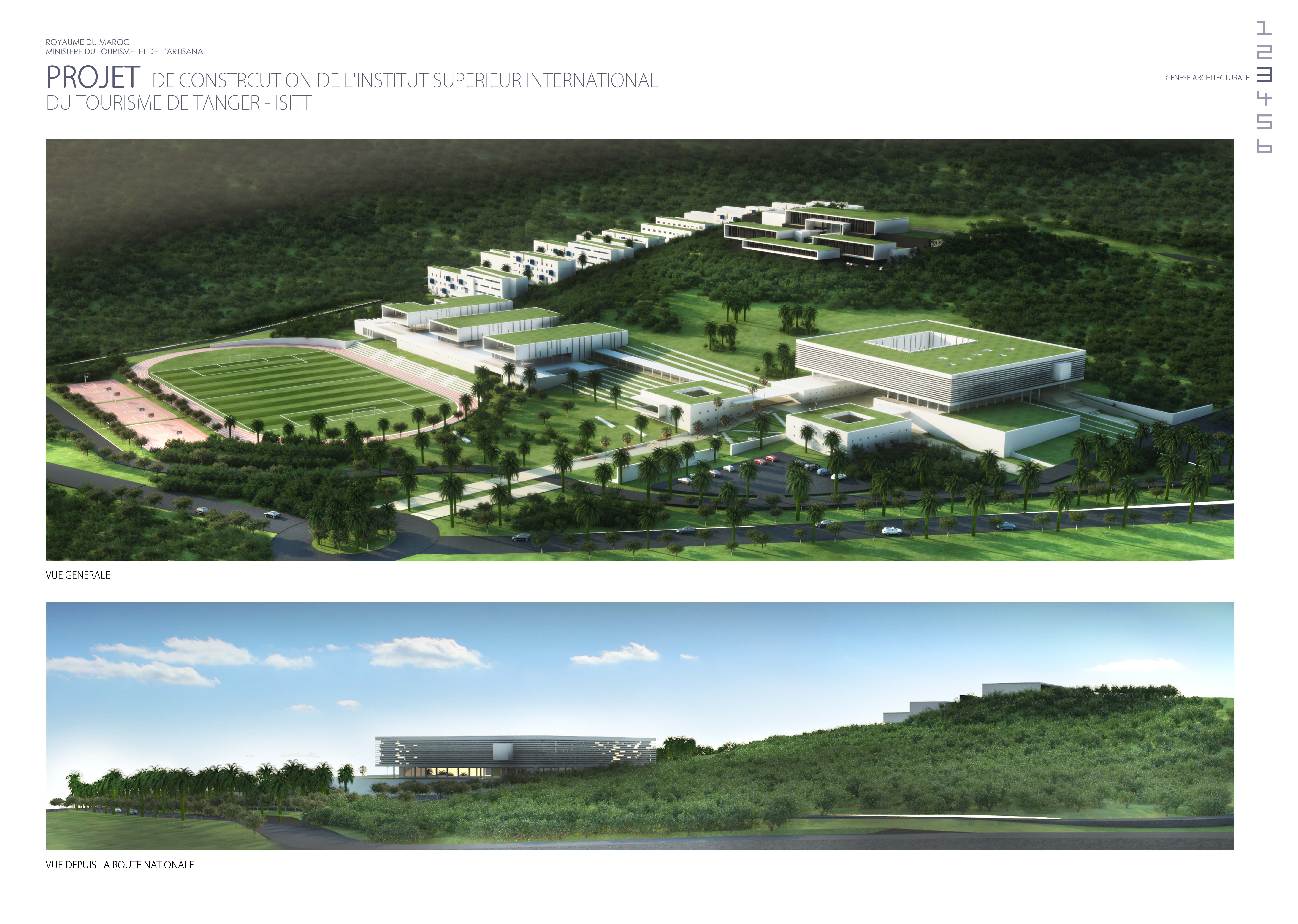
ISIT TANGER - Jamal Lamiri Alaoui

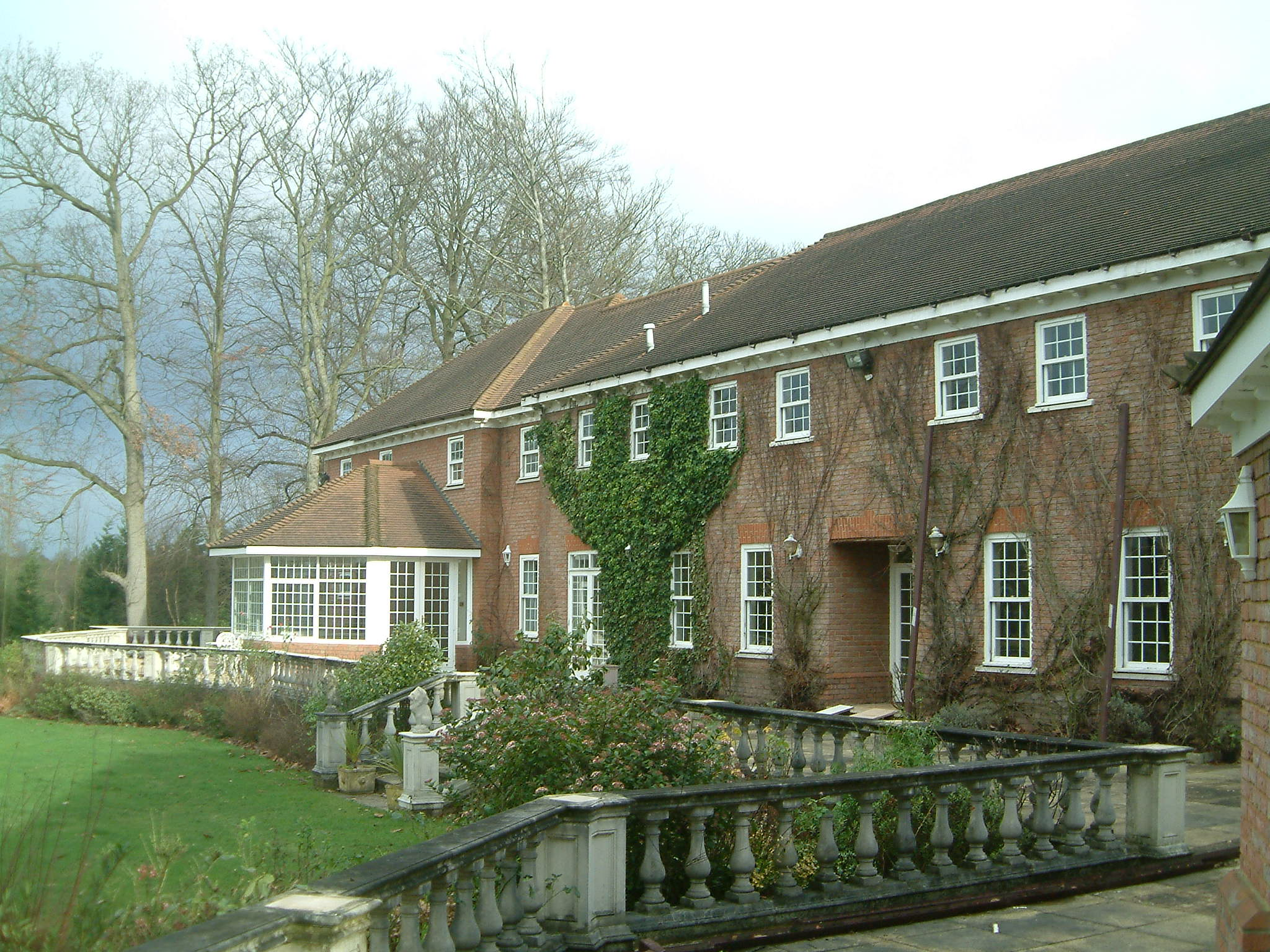
Beechwood Residence Jamal Lamiri Alaoui

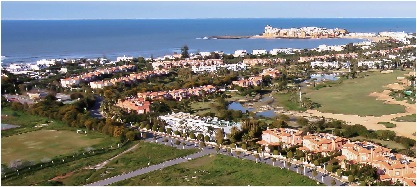
Bouznika Bay Jamal Lamiri Alaoui

- 1985 : Domaine du Palace, Agadir, Maroc
- 1992 : Les Résidences de Cabo Negro, Tetouan, Maroc
- 1994 : Marina D’Asila, Asila, Maroc
- 1996 : Bouznika Bay, Bouznika, Maroc
- 1996 : Oasis Villas, Bouznika, Maroc
- 1997 : Tanger Free Zone, Tanger, Maroc
- 1999 : Avenue Royale, Casablanca, Maroc
- 1999 : pavillon du Maroc, Expositions universelle Hanovre, Allemagne (1er Prix)
- 2002 : villa Lamiri, Bouznika, Maroc
- 2002 : palais résidentiel Nawama, Rabat, Maroc
- 2002 : palais Rabat Residence, Rabat, Maroc
- 2002 : palais de Ain Aouda, Maroc
- 2003 : pavillon de chasse, Rabat, Maroc
- 2003 : palais El Hamra, Akreuch, Maroc
- 2003 : Beechwood House, Ascot, Royaume-Uni
- 2004 : pavillon du Maroc, Aichi Exposition Internationale, Japon (1er Prix)
- 2005 : Assalam Village, Private Resort, Rabat, Maroc
- 2005 : Atlas Garden, Marrakech, Maroc
- 2005 : Cité du Lac, Bouznika Bay, Maroc
- 2005 : Sofitel Thalassa Hôtel, Agadir, Maroc
- 2005 : Jardins de Benslimane, Benslimane, Maroc
- 2005 : Morocco Telecom Headquarters, Rabat, Maroc
- 2006 : Les Jardins de l’Ourika, Marrakech, Maroc
- 2006 : Le Golf de l’Ourika, Marrakech, Maroc
- 2006 : Fes City Centre, Fes, Maroc
- 2006 : Atlantic Palace Hôtel, Maroc
- 2006 : Al Barsha Villas, Maroc
- 2006 : mosquée d'Abou Dabi, Émirats arabes unis
- 2007 : palais Al Sadd, Maroc
- 2007 : Mazagan Resort, El Jadida, Maroc
- 2007 : Bahia Golf Beach, Bouznika, Maroc
- 2007 : Plages des Nations, Maroc
- 2007 : Holiday Inn Hôtel
- 2007 : Domaine Dar Essalam, Rabat, Maroc
- 2008 : villa Khalifa
- 2008 : Casablanca Green Town, Bouskoura, Maroc
- 2008 : Rawdhat, Abou Dabi, UAE
- 2008 : Shamkha Resort, Abou Dabi, UAE
- 2009 : Le Balcon de l’Océan, Benslimane, Maroc
- 2009 : hôtel Sky Elite
- 2010 : ISIT Morocco - Institut supérieur international de tourisme  de Tanger, Maroc (1er prix)
- 2010 : université internationale de Casablanca, Maroc
- 2010 : Atalyoun Golf Resort - Marchica, Nador, Maroc
- 2010 : Al Bahar, Abou Dabi, UAE
- 2010 : Lulu Island - Gulf Side and Royal Villas, Abou Dabi
- 2010 : National Housing, Abou Dabi, UAE
- 2010 : Private Villas - Ghafli 1, Abou Dabi, UAE
- 2011 : Al Sahat Alkabira, zone 2, vallée du Bouregreg, Rabat, Maroc
- 2011 : Hazzaa Palace - Maroc
- 2011 : grand stade de Casablanca – Maroc (concours)
- 2011 : L’Orangeraie du Souissi - Maroc
- 2011 : Sindibad Beach Resort - Casablanca, Maroc